# Соломатин, Александр Иванович
Александр Иванович Соломатин (29.08.1922 - 18.03.1945) — командир стрелковой роты 17-й гвардейской механизированной Петроковской Краснознамённой ордена Суворова бригады 6-го гвардейского механизированного корпуса 4-й танковой армии 1-го Украинского фронта, гвардии старший лейтенант. Герой Советского Союза.

## Биография
Родился 29 августа 1922 года в городе Семипалатинск (Казахстан) в семье рабочего. Русский. Жил и учился в городе Ташкент (Узбекистан). Окончил 10 классов.
В Красную Армию призван Фрунзенским райвоенкоматом города Ташкента в июле 1941 года. В 1941 году прошел ускоренный курс подготовки Ташкентского военного пехотного Краснознамённого училища имени В. И. Ленина.
Участник Великой Отечественной войны с сентября 1941 года. В 1942 году окончил Рязанское пехотное училище имени К. Е. Ворошилова. Член ВКП(б) с 1944 года.
Командир стрелковой роты 17-й гвардейской механизированной бригады (6-й гвардейский механизированный корпус, 4-я танковая армия, 1-й Украинский фронт) гвардии старший лейтенант Александр Соломатин в числе первых в бригаде в ночь на 25 января 1945 года под яростным огнём врага форсировал Одер у населённого пункта Кёбен (Köben), ныне Хобеня (пол. Chobienia), Польша. Рота захватила плацдарм на противоположном берегу и удерживала его до подхода основных сил 17-й гвардейской механизированной Краснознамённой ордена Суворова бригады.
В этом бою десантниками было уничтожено около 60 солдат и офицеров противника, захвачено 20 пленных и 16 ручных пулемётов.
На следующий день, 26 января 1945 года, рота под командованием гвардии старшего лейтенанта Александра Соломатина отбила восемь контратак противника.
Указом Президиума Верховного Совета СССР от 10 апреля 1945 года за образцовое выполнение боевых заданий командования на фронте борьбы с немецко-фашистскими захватчиками и проявленные при этом мужество и героизм гвардии старшему лейтенанту Соломатину Александру Ивановичу присвоено звание Героя Советского Союза.
А. И. Соломатину погиб в бою 18 марта 1945 года. Похоронен в деревне Радзиковице, северо-западнее города Ныса, Польша.
Награждён орденом Ленина, двумя орденами Отечественной войны 1-й степени, орденом Красной Звезды, медалями, в числе которых «За отвагу».
В средней школе № 89 города Ташкента, где учился Герой, ему установлен памятник. С начала 1950-х до середины 2000-х годов имя А. И. Соломатина носила улица в Ташкенте (ныне улица Богибустон).